# Czech POINT
Czech POINT je český státní projekt, v jehož rámci obecní úřady s rozšířenou působností, krajské úřady, notáři a další právnické osoby (např. provozovny České pošty a lokální pracoviště Hospodářské komory ČR s příslušným oprávněním) mohou lidem vydávat výpisy z katastru nemovitostí, z rejstříku trestů či živnostenského rejstříku. Vznikl 22. června 2005 a celá síť byla naplno spuštěna 28. ledna 2008.
Na Czech POINTech lidé získávají veškeré údaje, opisy a výpisy, které jsou vedeny v centrálních veřejných evidencích a registrech o jejich osobě, majetku a právech. Odpadává tak další obíhání po úřadech dle hesla „nemá obíhat občan, ale dokument“.

## Etymologie
Czech je anglický překlad slova „český“ a point znamená anglicky „bod“ či „místo“ (krom dalších, širších významů). Dodatečně[zdroj?] bylo toto slovo označeno jako zkratka slov „Podací Ověřovací Informační Národní Terminál“. Sousloví Czech POINT je homofonní s anglickým výrazem checkpoint („kontrolní stanoviště“), což bylo i záměrem. Typ akronymní zkratky, kdy nějaké slovo je zpětně vykládáno jako zkratka, se v angličtině označuje jako backronym. Podle lingvisty Dušana Šlosara je název nepodařenou slovní hříčkou.
Název Czech POINT se stal předmětem soudního řízení. Společnost CZECH POINT 101 podala v březnu 2011 žalobu na vládu ČR pro porušení ochranné známky. Společnost požaduje, aby vláda přestala používat CzechPOINT jako název svého dokumentu a úřadoven právních služeb.

## Vznik
Projekt Czech POINT byl zahájen pilotním projektem 37 vybraných obcí na jaře roku 2007. Obce následovala Česká pošta, která k 1. srpnu 2007 zahájila zkušební provoz na svých 74 pracovištích. Třetím subjektem, který se zapojil do zkušebního provozu, byla Hospodářská komora České republiky. Deset vybraných pracovišť se do projektu zapojilo v prvním zářijovém týdnu rok 2007.
Legislativně byl Czech POINT zaveden novelou zákona č. 365/2000 Sb., o informačních systémech veřejné správy, v § 8a a následujících.
Ostrý provoz projektu Czech POINT byl nastartován 1. října 2007 a počet poboček se díky zapojení České pošty, Obcí, Hospodářské komory a notářů rozrostl až k číslu 6 449 (údaj z 4. ledna 2011).

## Nabízené služby
- Výpis z katastru nemovitostí – o výpis může požádat anonymní žadatel. Výpis lze požadovat na základě listu vlastnictví nebo podle seznamu nemovitostí. Nezná-li žadatel požadované údaje, je možné je dohledat na stránkách Českého úřadu zeměměřického a katastrálního. O výpis je dále možno zažádat i podle seznamu jednotek, v případě, že budova je dělena na jednotky, což je typické u větších staveb, dělících se na jednotlivé byty, garáže atd. V tomto případě je nutné, aby žadatel znal kromě čísla popisného i přesné číslo bytu (jednotky) v domě.
Žádá-li klient o výpis podle listu vlastnictví, musí znát katastrální území a číslo listu vlastnictví. Je-li žádost vyřízena na základě seznamu nemovitostí, měl by klient znát katastrální území a dále buď parcelní číslo požadované nemovitosti, jedná-li se o pozemek nebo stavební parcelu, případně číslo popisné, jedná-li se o stavbu.

- Výpis z Obchodního rejstříku – o výpis může požádat anonymní žadatel. Výpis lze požadovat na základě znalosti IČ obchodní organizace. Czech POINT umožňuje vydat úplný výpis, v němž jsou obsaženy všechny informace z rejstříku za dobu existence firmy, nebo výpis platných údajů – obsahuje souhrn informací o firmě k datu vydání výpisu.

- Výpis z Živnostenského rejstříku – o výpis může požádat anonymní žadatel. Pro vydání výpisu je nutná znalost IČ požadované organizace.

- Výpis z Insolvenčního rejstříku – o výpis může požádat anonymní žadatel. Pro vydání výpisu je nutné znát IČ požadované organizace anebo osobní údaj (pro konkrétní osobu).

- Výpis z Rejstříku trestů – podle § 11a odst. 1 zákona č. 269/1994 Sb. o Rejstříku trestů v platném znění lze výpis z evidence Rejstříku trestů vydat osobě, které se výpis týká, pouze na základě písemné žádosti. Tato žádost není ručně vypisována, ale klient ji dostane k podpisu předtím, než mu je vydán výpis z Rejstříku trestů vydán. Tato žádost je poté archivována dle zákona. Výpis lze vydat i zmocněnci na základě vyplněné plné moci. O výpis také může požádat cizinec.

- Přijetí podání podle živnostenského zákona (§ 72) – na základě novely živnostenského zákona lze veškerá podání obecním živnostenským úřadům předat prostřednictvím kontaktního místa veřejné správy.
Jedná se o ohlášení živnosti, ohlášení údajů (nebo jejich změn) vedených v živnostenském rejstříku, žádost o udělení koncese a žádost o změnu rozhodnutí o udělení koncese.

- Výpis bodového hodnocení osoby – na základě novely zákona č. 361/2000 Sb. (zákon o silničním provozu) je možné požadovat výpis z bodového hodnocení osoby. Výpis je vydán na základě ověření žadatele.

- Seznam kvalifikovaných dodavatelů – výpis ze seznamu kvalifikovaných dodavatelů dokáže nahradit několik výpisů a prokázání kvalifikace v případech podání nabídky do veřejné soutěže. Podmínkou vydání je registrace do seznamu kvalifikovaných dodavatelů a znalost IČ organizace.

- Registr účastníků provozu MA ISOH – od 1. ledna 2009 autorizují vybraná kontaktní místa Czech POINT kontaktní osoby, které žádají o oprávnění k přístupu do MA ISOH ("Modul Autovraky Informačního systému odpadového hospodářství) za účelem podání agendy nebo její kontroly. V první fázi tuto službu poskytovaly pouze obecní úřady, zbylá kontaktní místa se přidala v průběhu měsíce ledna.

- Autorizovaná konverze dokumentů – konverzí se dle zákona č.300/2008 Sb. rozumí úplné převedení dokumentu v listinné podobě do elektronické podoby nebo úplné převedení elektronického dokumentu do dokumentu v listinné podobě. Dokument, který provedením konverze vznikl, má stejné právní účinky jako dosud používaná ověřená kopie. Konverze není možná pro dokumenty, jejichž jedinečnost nemůže být konverzí nahrazena (takže např. občanské, zbrojní a řidičské průkazy, cestovní doklady, vojenské knížky, směnky, losy, sázenky aj.). Jako bezpečné dočasné úložiště elektronických dokumentů při jejich konverzi nebo distribuci z a do datové schránky je možno využít takzvané Úschovny Ministerstva vnitra.[5]

### Cena služeb
Cena za výstup z ISVS je dle zákona o správních poplatcích stanovena maximální částkou 100 Kč za první stranu a částkou 50 Kč za druhou a další stránku výstupu. Za výpis z Rejstříku trestů se platí jednorázová částka 100 Kč. Za přijetí podání kontaktním místem dle § 72 se platí částka 50 Kč.